# (65769) Mahalia
(65769) Mahalia est un astéroïde de la ceinture principale.

## Description
(65769) Mahalia est un astéroïde de la ceinture principale. Il fut découvert le 4 mars 1995 à Tautenburg par Freimut Börngen. Il présente une orbite caractérisée par un demi-grand axe de 2,97 UA, une excentricité de 0,19 et une inclinaison de 19,4° par rapport à l'écliptique.

## Compléments